# Politique en Macédoine du Nord
La politique en Macédoine du Nord a lieu dans le cadre d'une république démocratique représentative parlementaire, où le président de la République est le chef de l'État. Le pouvoir exécutif est entre les mains du président de la République et du gouvernement, dirigé par le Président du gouvernement. Le pouvoir législatif est exercé par un parlement monocaméral, l'Assemblée de Macédoine du Nord, et le pouvoir judiciaire est détenu par des juges élus par l'Assemblée.
La vie politique macédonienne est largement influencée par la volonté d'intégration européenne et économique ainsi que par l'opposition entre les deux principaux groupes ethniques, les Macédoniens et les Albanais.

## Constitution
La forme de l'État et son fonctionnement sont définis par la Constitution de la Macédoine du Nord, proclamée en 1991 et amendée 32 fois depuis. Cette constitution garantit notamment l'autorité de la loi, la démocratie et la défense des droits individuels. Parmi les autres valeurs importantes de la constitution se trouvent la liberté d'expression artistique et politique, le droit de vote pour tous les citoyens de plus de 18 ans, le droit d'entreprise et le pluralisme politique.
En plus des Macédoniens ethniques, cette constitution reconnaît des minorités : des Albanais, qui forment environ un quart de la population, des Turcs, des Roms, des Valaques, des Serbes et des Bosniaques. Elle définit également que tous les citoyens macédoniens sont égaux devant la loi et que l'État protège et promeut les cultures de toutes les communautés. Les droits des minorités sont larges, elles peuvent par exemple faire un usage officiel de leur langue dans les municipalités où elles forment au moins 20 % de la population. Si un groupe forme 20 % de la population totale du pays, comme c'est le cas des Albanais, sa langue peut aussi être utilisée dans les institutions gouvernementales. Ainsi, les députés albanais peuvent s'exprimer dans leur langue lors des sessions parlementaires.

## Séparation des pouvoirs

### Pouvoir exécutif

Le blason présidentiel

Le pouvoir exécutif est entre les mains du président de la République et du gouvernement. Le président de la République est élu pour cinq ans au suffrage universel direct ; une personne peut prétendre au plus à deux mandats. Il négocie les accords internationaux, nomme ses ambassadeurs, reçoit la diplomatie étrangère, nomme divers dignitaires de la République, par exemple deux juges de la Cour constitutionnelle, il est le chef suprême des Armées et représente l'État dans le pays et à l'étranger. Le gouvernement peut proposer des lois et des orientations budgétaires, il est responsable de l'application des lois, décide la reconnaissance d'États étrangers et propose des ambassadeurs.

### Pouvoir  législatif

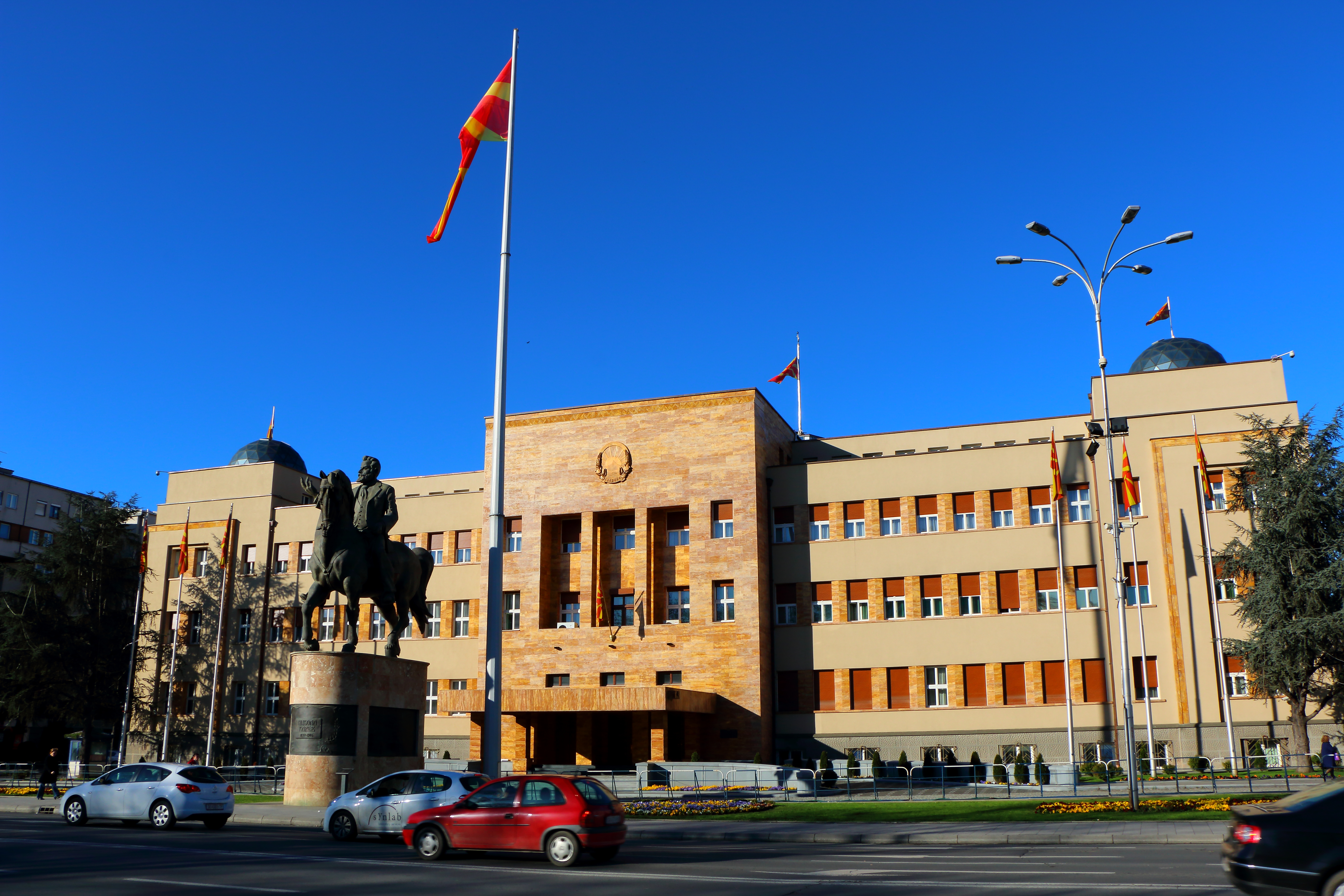
Le Palais de l'Assemblée à Skopje.

La constitution de 1991 remet le pouvoir législatif au Parlement, constitué d'une seule chambre, l'Assemblée de Macédoine du Nord. Ses 123 membres sont élus au suffrage universel direct tous les quatre ans. Le Parlement adopte et fait appliquer les lois, il élit le gouvernement, négocie le budget national, ratifie les traités internationaux, nomme et révoque les juges et déclare la guerre. Tout membre de l'Assemblée peut proposer une loi, ainsi que toute autre personne munie d'une pétition comportant au moins 10 000 signatures de votants. Le Président de la République a droit de veto sur le passage des lois, s'il en fait usage, la loi est revotée par l'Assemblée et elle est définitivement adoptée si elle reçoit au moins deux-tiers des suffrages. Le Président de l'Assemblée est élu par au moins 61 membres du Parlement. Il remplace le Président de la République si celui-ci est en incapacité d'assumer ses fonctions.

#### Système électoral

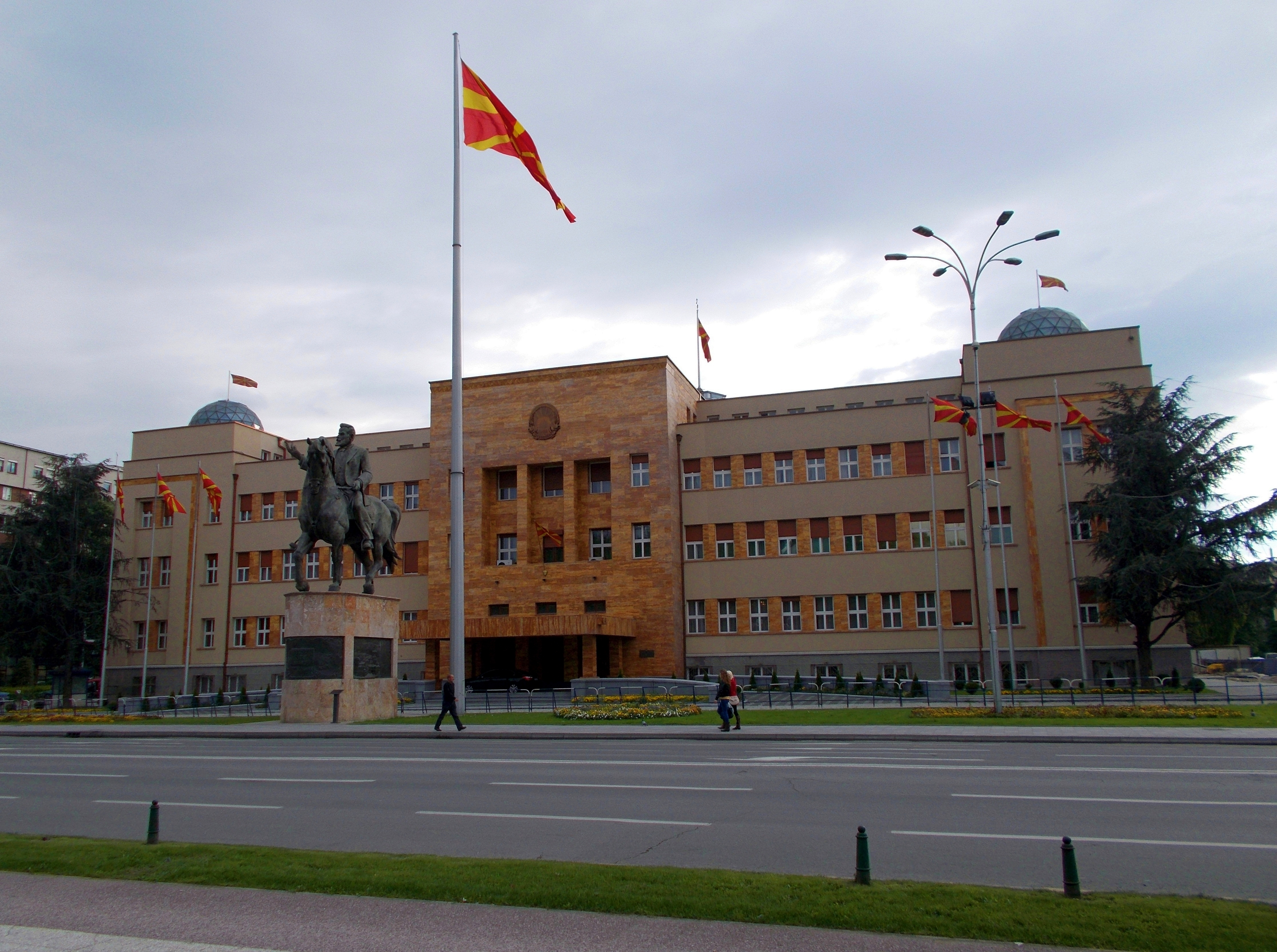
Le palais de l'Assemblée à Skopje.

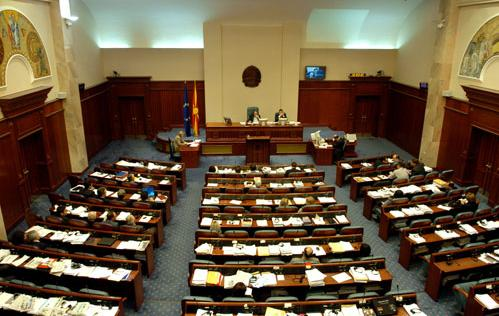
L'hémicycle.

L'Assemblée de Macédoine du Nord (Собрание) est un parlement monocaméral composé de 123 sièges pourvus pour quatre ans, dont 120 au scrutin proportionnel plurinominal dans six circonscriptions de 20 sièges chacune. Les électeurs votent pour le candidat d'une liste, et ce vote correspond à une voix pour cette dernière tout en jouant le rôle d'un vote préférentiel pour le candidat en question, lui donnant la possibilité de faire monter sa place dans la liste. Après décompte des suffrages, les sièges sont répartis selon la méthode d'Hondt au quotient simple, sans seuil électoral au niveau national. Toutes les listes reçoivent par conséquent un siège en proportion de leurs part des suffrages exprimées, avec un siège par tranche de 1/20ème de suffrage dans chacune des six circonscription, soit un seuil de facto de 5 % des suffrages exprimés. Les sièges sont répartis, au sein des listes, entre les candidats ayant reçu le plus grand nombre de suffrages en leur nom, par ordre décroissant.
Les trois sièges restants, réservés à la diaspora, sont pourvus selon le même système, mais leur élection est conditionné à l'obtention d'un minimum de suffrages liés au scrutin précédent. Un candidat de la diaspora n'est ainsi élu que si la liste sur laquelle il se présente réunit au moins autant de votes en sa faveur que le candidat ayant été élu avec le moins de voix en Macédoine du Nord lors du scrutin précédent. Les second et troisième sièges ne sont attribués que si cette même liste réunit le double et le triple de ce montant. En 2020, le nombre de suffrages à atteindre est ainsi de 6 700 votes. Seuls 6 096 électeurs de la diaspora s'étant inscrits sur les listes électorales dans leurs ambassades, le vote n'a pas lieu. Les électeurs inscrits sont par conséquent contraints de se rendre en Macédoine du Nord, et les trois sièges réservé ne sont une nouvelle fois pas pourvus.
Le système proportionnel permet notamment la représentation de la minorité albanaise. En outre, toute liste doit comprendre au moins 30 % de candidats de chaque sexe, et les candidats du sexe le moins représenté dans chacune des listes être positionnés au minimum tous les dix noms.

#### Réforme envisagée
La question de la suppression des six circonscriptions en faveur d'une circonscription nationale unique, qui permettrait davantage de représentativité, est un thème récurrent de la vie politique macédonienne. Le président Stevo Pendarovski propose un mois après son élection en mai 2019 de mettre en œuvre cette réforme.
Cependant, la DUI, partenaire minoritaire de la coalition au pouvoir, et la VMRO-DPMNE, principale force de l'opposition, s'y opposent et pratiquent à son encontre l'obstruction parlementaire. À eux deux, ils déposent plus de 6 000 amendements au projet de loi, rendant impossible sa mise au vote avant la fin de la session parlementaire, le Parlement étant obligatoirement dissous au moins deux mois avant les élections.

### Pouvoir judiciaire
Le pouvoir judiciaire est détenu par des juges sans restriction de mandat élus par l'Assemblée. La Macédoine du Nord compte 27 cours de grande instance, 3 cours d'appel et une cour suprême. La constitution interdit la création de cours d'urgence ou extraordinaires. Il existe enfin une Cour constitutionnelle, chargée de vérifier la conformité des actions du Parlement et du gouvernement par rapport à la Constitution. Le droit macédonien est de tradition romano-civiliste.

## Gouvernement local

Les 80 municipalités de Macédoine du Nord.

La république de Macédoine du Nord ne possède qu'un seul échelon territorial, constitué par 80 municipalités. La ville de Skopje possède un statut particulier, défini par la Constitution ; elle est formée de 10 municipalités tout en possédant son propre conseil et son maire. Les municipalités macédoniennes regroupent une ou plusieurs localités qui ont des besoins et des intérêts en commun. Une municipalité est donc une entité géographique et économique centrée sur un chef-lieu. La création ou la modification d'une municipalité doivent être édictées par une loi après un référendum local. Chaque municipalité possède son gouvernement et son maire, élus au suffrage universel direct. Ceux-ci ont diverses capacités définies par la loi, ils peuvent par exemple déterminer dans une certaine mesure leur mode de fonctionnement, ils votent le budget local et choisissent les plans de développement.
Les municipalités peuvent autoriser l'existence d'échelons inférieurs, correspondant par exemple à un village ou à un quartier. Les pouvoirs de telles entités sont déterminés par le gouvernement municipal, ils varient donc d'une municipalité à l'autre. Ces entités ne peuvent toutefois avoir une nature politique, elles ne peuvent que proposer des idées au gouvernement local et s'investir volontairement dans le développement du village ou du quartier. Elles peuvent recevoir des financements de la municipalité, de la population, d'entreprises, etc.
Alors que la minorité albanaise soutient la décentralisation du pays pour accentuer son autonomie, les Macédoniens ethniques s'opposent généralement à la création de régions, en avançant que la Macédoine est trop petite pour en avoir besoin. Le pays est toutefois divisé depuis 2009 en huit régions statistiques qui n'ont aucun rôle administratif. Elles ont été créées pour que le pays possède des unités correspondant aux NUTS européennes ; ces régions correspondent à l'échelon NUTS-3. En plus de leur vocation statistique, elles doivent coordonner le développement économique entre les municipalités. Elles possèdent un conseil composé des maires des municipalités qui les composent.

## Partis politiques
Depuis l'indépendance en 1991 et l'instauration d'un système multipartite, la scène politique macédonienne est dominée par deux grands partis, qui forment en général des coalitions avec des formations plus petites. Les deux grands partis sont les mêmes depuis 1991, il s'agit de VMRO-DPMNE et de la SDSM. Le VMRO-DPMNE est au départ un parti nationaliste, mais à cause de son manque de reconnaissance international, il est a opté pour une ligne chrétienne-démocrate en 1995. La SDSM est quant à lui l'héritier de l'ancienne Ligue communiste de Macédoine, mais son orientation sociale-démocrate qui tend vers le néolibéralisme fait qu'il est plus soutenu par les classes aisées que par la classe populaire. La SDSM se caractérise aussi par le désir d'améliorer les relations interethniques et de résoudre rapidement le conflit du nom avec la Grèce. Les deux partis soutiennent l'adhésion du pays à l'Union européenne et à l'OTAN. La SDSM est associé au Parti socialiste européen et le VMRO-DPMNE au Parti populaire européen.
Parmi les formations plus petites se trouvent les partis ethniques albanais, comme le DUI (nationaliste), le PDP (modéré) ou le Parti démocrate albanais (conservateur) et d'autres formations comme le Nouveau Parti social-démocrate, formé par un ancien membre de la SDSM en 2005.
Les élections en république de Macédoine du Nord sont fortement soumises à la nature pluriethnique du pays, notamment à l'opposition entre la majorité macédonienne et la minorité albanaise. Ainsi, les Macédoniens ethniques choisissent le parti qui formera la majorité parlementaire et gouvernementale, tandis que les Albanais choisissent un parti les représentant, ce parti s'alliant alors avec la majorité. Ainsi, depuis 2008, le VMRO-DPMNE dirige le pays conjointement avec le DUI.

## Dirigeants actuels
| |  |  |
| La présidente de la République de Macédoine du Nord, Gordana Siljanovska-Davkova, et le président du gouvernement, Talat Xhaferi. |  |  |

En mai 2024, Gordana Siljanovska-Davkova, professeur d'université et avocate, candidate du VMRO-DPMNE a été élue présidente de la République. Elle succède à Stevo Pendarovski, universitaire et membre de la SDSM, président de 2019 à 2024.
À la suite de la démission de Dimitar Kovačevski le 28 janvier 2024, Talat Xhaferi, alors président de l'Assemblée, devient président du gouvernement de Macédoine du Nord. Il est le premier membre de la minorité albanaise du pays à accéder à ce poste et prend la tête d'un gouvernement technique qu'il dirigera pendant cent jours, jusqu'aux élections législatives de mai 2024,.

## Politique extérieure
La Macédoine du Nord possède un consulat ou une ambassade dans 38 États étrangers et elle entretient des relations diplomatiques avec 167 États. Elle entretient de bonnes relations diplomatiques avec les membres de l'OTAN et de l'Union européenne, ainsi qu'avec ses voisins l'Albanie et le Kosovo, dont elle a reconnu l'indépendance en 2009. Les relations avec la Serbie sont bonnes bien qu'obscurcies par un conflit à propos de l'indépendance de l'Église macédonienne vis-à-vis du Patriarcat de Serbie, tandis que les relations avec la Grèce, bien que riches sur le plan économique, sont gênées par le conflit du nom. Les relations entre la République de Macédoine du Nord et la Bulgarie sont plutôt bonnes, mais il existe aussi des différents à propos de visions historiques, notamment sur l'existence de la langue macédonienne, considérée comme un simple dialecte par les Bulgares, et sur l'ethnicité de plusieurs personnages historiques nés en Macédoine du Nord avant que la nation macédonienne ne soit reconnue (les Macédoniens étaient alors considérés la plupart du temps comme bulgares). Les Macédoniens et les Bulgares s'accusent ainsi mutuellement de voler le patrimoine culturel de l'autre.
La république de Macédoine du Nord est membre de nombreuses organisations internationales, comme l'ONU, le Conseil de l'Europe, la Banque des règlements internationaux, le FAO, Interpol, l'Unesco ou encore l'Organisation internationale de la francophonie. Le pays est candidat à l'adhésion à l'OTAN depuis 1999, mais son adhésion a été bloquée par le veto de la Grèce en 2008. La Macédoine du Nord a aussi obtenu le statut de candidat à l'adhésion à l'Union européenne en 2004, mais aucune négociation n'a encore commencé, malgré les recommandations formulées par la Commission européenne depuis 2009. Le principal obstacle était le différend avec la Grèce, désormais résolu par l'accord de Prespa en juin 2018, dont le règlement était une condition pour l'accession du pays à l'Union.